# Those Happy Days
Those Happy Days é um filme mudo de comédia curta norte-americano de 1914, dirigido e estrelado por Fatty Arbuckle.

## Elenco
- Fatty Arbuckle
- Chester Conklin
- Minta Durfee
- Mack Swain